# Jeremy Bates
Jeremy Bates, né le 19 juin 1962 à Solihull, est un joueur de tennis britannique.
Il remporta, avec sa compatriote Jo Durie, le double mixte à Wimbledon en 1987 ainsi qu'à l'Open d'Australie en 1991.

## Palmarès

### Titre en simple messieurs
| No | Date       | Nom et lieu du tournoi    | Catégorie    | Dotation  | Surface    | Finaliste        | Score          |  |
| -- | ---------- | ------------------------- | ------------ | --------- | ---------- | ---------------- | -------------- |  |
| 1  | 18-04-1994 | KAL Cup Korea Open, Séoul | World Series | 188 750 $ | Dur (ext.) | Jörn Renzenbrink | 6-4, 66-7, 6-3 |  |

### Titres en double messieurs
| No | Date       | Nom et lieu du tournoi                     | Catégorie    | Dotation  | Surface         | Partenaire     | Finalistes                  | Score         |  |
| -- | ---------- | ------------------------------------------ | ------------ | --------- | --------------- | -------------- | --------------------------- | ------------- |  |
| 1  | 16-10-1989 | Tournoi de tennis de Tel Aviv Tel Aviv     |              | 100 000 $ | Dur (ext.)      | Patrick Baur   | Rikard Bergh Per Henricsson | 6-1, 4-6, 6-1 |  |
| 2  | 11-06-1990 | The Stella Artois Championships Londres    | World Series | 450 000 $ | Gazon (ext.)    | Kevin Curren   | Henri Leconte Ivan Lendl    | 6-2, 7-6      |  |
| 3  | 21-02-1994 | ABN AMRO World Tennis Tournament Rotterdam | World Series | 575 000 $ | Moquette (int.) | Jonas Björkman | Jacco Eltingh Paul Haarhuis | 6-4, 6-1      |  |

### Finales en double messieurs
| No | Date       | Nom et lieu du tournoi                           | Catégorie           | Dotation  | Surface         | Vainqueurs                         | Partenaire        | Score         |          |
| -- | ---------- | ------------------------------------------------ | ------------------- | --------- | --------------- | ---------------------------------- | ----------------- | ------------- | -------- |
| 1  | 11-01-1988 | Ford Australian Open Melbourne                   | G. Chelem           | 711 450 $ | Dur (ext.)      | Rick Leach Jim Pugh                | Peter Lundgren    | 6-3, 6-2, 6-3 | Parcours |
| 2  | 22-08-1988 | Nynex Open Rye Brook                             |                     | 93 400 $  | Dur (ext.)      | Andrew Castle Tim Wilkison         | Michael Mortensen | 4-6, 7-5, 7-6 |          |
| 3  | 03-10-1988 | Ebel Swiss Indoors Bâle                          |                     | 240 000 $ | Dur (int.)      | Jakob Hlasek Tomáš Šmíd            | Peter Lundgren    | 6-3, 6-1      |          |
| 4  | 17-10-1988 | Frankfurt Cup Francfort                          |                     | 140 000 $ | Moquette (int.) | Rüdiger Haas Goran Ivanišević      | Tom Nijssen       | 1-6, 7-5, 6-3 |          |
| 5  | 06-11-1989 | Benson & Hedges Tournament Wembley               | Grand Prix          | 400 000 $ | Moquette (int.) | Jakob Hlasek John McEnroe          | Kevin Curren      | 6-1, 7-6      |          |
| 6  | 18-02-1991 | Stuttgart Indoor Stuttgart                       | Championship Series | 825 000 $ | Moquette (int.) | Sergio Casal Emilio Sánchez        | Nick Brown        | 6-3, 7-5      |          |
| 7  | 30-09-1991 | Grand Prix de Toulouse Toulouse                  | World Series        | 260 000 $ | Dur (int.)      | Tom Nijssen Cyril Suk              | Kevin Curren      | 4-6, 6-3, 7-6 |          |
| 8  | 15-06-1992 | Direct Line Insurance Manchester Open Manchester | World Series        | 235 000 $ | Gazon (ext.)    | Patrick Galbraith David Macpherson | Laurie Warder     | 4-6, 6-3, 6-2 |          |

### Titres en double mixte
| No | Date       | Nom et lieu du tournoi         | Catégorie | Dotation    | Surface      | Partenaire | Finalistes                  | Score         |          |
| -- | ---------- | ------------------------------ | --------- | ----------- | ------------ | ---------- | --------------------------- | ------------- | -------- |
| 1  | 22-06-1987 | The Championships Wimbledon    | G. Chelem | 1 354 530 $ | Gazon (ext.) | Jo Durie   | Nicole Provis Darren Cahill | 7-610, 6-3    | Parcours |
| 2  | 14-01-1991 | Ford Australian Open Melbourne | G. Chelem | 2 000 000 $ | Dur (ext.)   | Jo Durie   | Robin White Scott Davis     | 2-6, 6-4, 6-4 | Parcours |

## Parcours dans les tournois duGrand Chelem

### En simple
| Année | Open d'Australie | Open d'Australie | Internationaux de France | Internationaux de France | Wimbledon       | Wimbledon      | US Open         | US Open      | Open d'Australie | Open d'Australie |
| ----- | ---------------- | ---------------- | ------------------------ | ------------------------ | --------------- | -------------- | --------------- | ------------ | ---------------- | ---------------- |
| 1982  | n.o.             | n.o.             | —                        | —                        | 1er tour (1/64) | To. Gullikson  | —               | —            | —                | —                |
| 1983  | n.o.             | n.o.             | —                        | —                        | 1er tour (1/64) | P. Fleming     | —               | —            | —                | —                |
| 1984  | n.o.             | n.o.             | —                        | —                        | 1er tour (1/64) | C. Motta       | —               | —            | —                | —                |
| 1985  | n.o.             | n.o.             | —                        | —                        | 1er tour (1/64) | M. Flur        | 1er tour (1/64) | Y. Noah      | 1er tour (1/64)  | M. Flur          |
| 1986  | n.o.             | n.o.             | 1er tour (1/64)          | M. Ostoja                | 1er tour (1/64) | T. Witsken     | 2e tour (1/32)  | J. Svensson  | n.o.             | n.o.             |
| 1987  | 2e tour (1/32)   | M. Mečíř         | —                        | —                        | 3e tour (1/16)  | S. Živojinović | —               | —            | n.o.             | n.o.             |
| 1988  | 2e tour (1/32)   | J. Rive          | 3e tour (1/16)           | M. Gustafsson            | 2e tour (1/32)  | R. Seguso      | 1er tour (1/64) | S. Davis     | n.o.             | n.o.             |
| 1989  | 3e tour (1/16)   | P. Cash          | 3e tour (1/16)           | Bo. Becker               | 2e tour (1/32)  | L. Shiras      | —               | —            | n.o.             | n.o.             |
| 1990  | 1er tour (1/64)  | L. Lavalle       | 1er tour (1/64)          | S. Grenier               | 2e tour (1/32)  | D. Rostagno    | 1er tour (1/64) | V. Paloheimo | n.o.             | n.o.             |
| 1991  | 1er tour (1/64)  | Bo. Becker       | —                        | —                        | 2e tour (1/32)  | T. Mayotte     | —               | —            | n.o.             | n.o.             |
| 1992  | 1er tour (1/64)  | S. Edberg        | —                        | —                        | 1/8 de finale   | G. Forget      | —               | —            | n.o.             | n.o.             |
| 1993  | 1er tour (1/64)  | H. Denman        | 1er tour (1/64)          | S. Doseděl               | 1er tour (1/64) | J. Frana       | —               | —            | n.o.             | n.o.             |
| 1994  | —                | —                | —                        | —                        | 1/8 de finale   | G. Forget      | 1er tour (1/64) | M. Ruah      | n.o.             | n.o.             |
| 1995  | 2e tour (1/32)   | P. McEnroe       | 1er tour (1/64)          | G. Raoux                 | 1er tour (1/64) | D. Rostagno    | 1er tour (1/64) | E. Sánchez   | n.o.             | n.o.             |
| 1996  | —                | —                | —                        | —                        | 1er tour (1/64) | N. Pereira     | —               | —            | n.o.             | n.o.             |

N.B. : à droite du résultat se trouve le nom de l'ultime adversaire.

### En double
| Année | Open d'Australie           | Open d'Australie         | Internationaux de France    | Internationaux de France     | Wimbledon                   | Wimbledon                  | US Open                     | US Open                  | Open d'Australie          | Open d'Australie          |
| ----- | -------------------------- | ------------------------ | --------------------------- | ---------------------------- | --------------------------- | -------------------------- | --------------------------- | ------------------------ | ------------------------- | ------------------------- |
| 1982  | n.o.                       | n.o.                     | —                           | —                            | 1er tour (1/32) N. Brown    | F. Buehning P. Rennert     | —                           | —                        | —                         | —                         |
| 1983  | n.o.                       | n.o.                     | —                           | —                            | —                           | —                          | —                           | —                        | 2e tour (1/16) B. Derlin  | A. Järryd Simonsson       |
| 1984  | n.o.                       | n.o.                     | —                           | —                            | 1er tour (1/32) J. Dier     | J. Alexander J. Fitzgerald | —                           | —                        | —                         | —                         |
| 1985  | n.o.                       | n.o.                     | —                           | —                            | 2e tour (1/16) J. Feaver    | K. Curren J. Kriek         | —                           | —                        | 1/8 de finale A. Mansdorf | Bo. Becker S. Živojinović |
| 1986  | n.o.                       | n.o.                     | 1er tour (1/32) S. Shaw     | K. Flach R. Seguso           | 1er tour (1/32) N. Fulwood  | S. Casal E. Sánchez        | 2e tour (1/16) O. Rahnasto  | P. Annacone van Rensburg | n.o.                      | n.o.                      |
| 1987  | 2e tour (1/16) A. Castle   | P. Annacone van Rensburg | 1/8 de finale A. Castle     | A. Järryd R. Seguso          | 2e tour (1/16) A. Castle    | C. Hooper M. Leach         | —                           | —                        | n.o.                      | n.o.                      |
| 1988  | Finale P. Lundgren         | R. Leach J. Pugh         | 1er tour (1/32) P. Lundgren | J. Stoltenberg T. Woodbridge | 2e tour (1/16) P. Lundgren  | G. Connell G. Michibata    | 1er tour (1/32) P. Lundgren | K. Flach R. Seguso       | n.o.                      | n.o.                      |
| 1989  | 2e tour (1/16) P. Lundgren | D. Cahill M. Kratzmann   | 1er tour (1/32) P. Lundgren | G. Luza C. Miniussi          | 1er tour (1/32) P. Lundgren | Z. Ali J. Canter           | 1er tour (1/32) P. Lundgren | M. Davis T. Pawsat       | n.o.                      | n.o.                      |
| 1990  | 1er tour (1/32) T. Nijssen | K. Evernden J. Sánchez   | 1er tour (1/32) A. Castle   | L. Mattar D. Pérez           | 1/4 de finale K. Curren     | J. Frana L. Lavalle        | 2e tour (1/16) K. Curren    | P. Galbraith K. Jones    | n.o.                      | n.o.                      |
| 1991  | 1/2 finale K. Jones        | S. Davis D. Pate         | 2e tour (1/16) N. Brown     | R. Leach J. Pugh             | 1er tour (1/32) N. Brown    | K. Jones J. Lozano         | 1er tour (1/32) K. Curren   | J. Frana L. Lavalle      | n.o.                      | n.o.                      |
| 1992  | 1er tour (1/32) S. Edberg  | S. Casal E. Sánchez      | 2e tour (1/16) N. Broad     | P. Galbraith P. McEnroe      | 2e tour (1/16) van Rensburg | G. Forget J. Hlasek        | —                           | —                        | n.o.                      | n.o.                      |
| 1993  | 2e tour (1/16) M. Schapers | D. Visser L. Warder      | 1er tour (1/32) B. Black    | C. Motta J. Sánchez          | 1/4 de finale B. Black      | T. Woodbridge M. Woodforde | —                           | —                        | n.o.                      | n.o.                      |
| 1994  | —                          | —                        | —                           | —                            | 2e tour (1/16) van Rensburg | S. Kruger M. Ondruska      | —                           | —                        | n.o.                      | n.o.                      |
| 1995  | —                          | —                        | —                           | —                            | 1er tour (1/32) T. Henman   | H. Holm J. Tarango         | —                           | —                        | n.o.                      | n.o.                      |
| 1996  | —                          | —                        | —                           | —                            | 2e tour (1/16) C. Wilkinson | B. Black G. Connell        | —                           | —                        | n.o.                      | n.o.                      |

N.B. : le nom du ou de la partenaire se trouve sous le résultat ; le nom des ultimes adversaires se trouve à droite.